# Киево (Костромская область)
Киево — деревня в составе Троицкого сельского поселения Шарьинского района Костромской области России.

## История
Согласно переписи населения 1897 года в деревне проживало 180 человека (90 мужчин и 90 женщин).
Согласно Списку населённых мест Костромской губернии в 1907 году деревня относилась к Гагаринской волости Ветлужского уезда Костромской губернии. По сведениям волостного правления за 1907 год в деревне числилось 32 крестьянских двора и 180 жителей. Основным занятием жителей деревни был лесной промысел.

## Население
| 2008 | 2010 | 2014 |
| ---- | ---- | ---- |
| 0    | →0   | →0   |